# Білки (Підляське воєводство)
Білки (пол. Białki) — село в Польщі, у гміні Нарві Гайнівського повіту Підляського воєводства.
Населення — 49 осіб (2011).
У 1975-1998 роках село належало до Білостоцького воєводства.

## Демографія
Демографічна структура станом на 31 березня 2011 року:
|          | Загалом | Допрацездатний вік | Працездатний вік | Постпрацездатний вік |
| -------- | ------- | ------------------ | ---------------- | -------------------- |
| Чоловіки | 25      | 2                  | 10               | 13                   |
| Жінки    | 24      | 0                  | 4                | 20                   |
| Разом    | 49      | 2                  | 14               | 33                   |